# 学士・修士一貫教育
学士・修士一貫教育（がくし・しゅうしいっかんきょういく）とは、大学がその大学または他校の大学院と連携し、学士課程と修士課程を標準修業年限の6年やそれより短い年数で修了することができるようにする制度である。 
大学の学部（学士課程）の修業年限は学校教育法により4年であり、大学院の修士課程の一般的な修業年限は2年である。そのため、普通に就学すると学士課程と修士課程を修了するのに6年かかるが、日本の様々な大学が学部と修士課程を連携させ、6年の連携プログラムのに加えて、5年や4年の一貫教育で両方の学位を取得することができるプログラムを設置している。
この教育プログラムが設置され始めた背景には時間的・費用的負担を軽減することで、現在伸び悩む大学院進学者を増やしたいという目的や、優秀な学生に短期間で修士号まで取得してもらって社会に出てもらいたいという目的などがある。
仕組みには、学部を3年で終え、大学院の修士課程を2年で修了するものや、学部4年時に学部科目の履修と同時に大学院修士課程の科目の履修を開始することで修士課程まで5年で修了できるようにするものなどがある。
慶応義塾大学では湘南藤沢キャンパス開設25周年を記念し、2015年度より、総合政策学部、環境情報学部、大学院政策・メディア研究科で「学部・大学院修士4年一貫教育プログラム」を開始した。このプログラムは学部の課程を3年、修士課程を1年で修了するものである。
また、現在、専門職大学院である法科大学院について、法学部に法曹コースを設置し、法学部の法曹コースと法科大学院を教育課程で連携や、成績などを用いた特別な選抜を行い、学部において飛び級や早期卒業の制度を利用して、3年+2年の計5年で修了しすることで実務家としてのスキルを身につけさせ、学士および法務博士の学位を取得できるようにする仕組みが検討されている。この制度はいままでいかなる自校の学部出身学生の優遇も禁止されていた法科大学院入試が改革され、事実上の5年一貫教育を誕生させるまったく新しい制度となる。東北大学や一橋大学、慶応義塾大学などがこの制度の設置を検討している。また、いままで認められていなかった既修者コースのみの法科大学院が認められる。
現在、法律未修者は法科大学院の未修者コースに入学するのが一般的であるが、法曹コースの成立後は法学部の法曹コースに学士編入学し、一貫制度を使うことが推奨される。しかし、未修者コースがなくなるわけではないため、未修者コースについての拠点校を設置する計画もある。
しかし、多くの法律研究者が法科大学院から博士後期課程に進んで研究者となるいま、学部1年から始まる法曹コースに入らないと法科大学院に進みづらいという状況となると研究者がより少なくなってしまうのではないかという懸念がある。このため、法曹研究者用の短縮プログラムの設置も検討されている。アメリカ合衆国では、すでにJD+PhDコースが存在する。

## 年表
2000年度　一橋大学商学部・商学研究科において学士・修士5年一貫教育が開始された。これは当時先進的な取組みであった。
2015年度　慶應義塾大学では以前から存在した5年一貫プログラムに加え、総合政策学部と環境情報学部および大学院政策・メディア研究科において4年で学士および修士の学位が取得できる「学部・大学院修士4年一貫教育プログラム」が開始された。
2020年度　一橋大学などにおいて法曹コースが設置される予定。

## 主な例
- 東京工業大学 学修・修博一貫教育
- 一橋大学商学部、商学研究科 経営学修士コース 5年一貫プログラム
- 神戸大学経済学部、経済学研究科 5年一貫経済学国際教育プログラム[8]
- 慶応義塾大学総合政策学部、環境情報学部、政策・メディア研究科 学部・大学院修士4年一貫教育プログラム[3]
- 東京理科大学6年一貫教育コース[9]
- 帝京大学法学部、法学研究科 学部・修士5年一貫プログラム[10]